# Andrés Gómez Domínguez
Andrés Gómez Domínguez (Guadalajara, 30 novembre 1913 – Città del Messico, 26 luglio 1991) è stato un cestista messicano.

## Carriera
Ha vinto la medaglia di bronzo con il Messico alle Olimpiadi di Berlino 1936, giocando una partita.